# Chủ nghĩa quốc xã
Chủ nghĩa quốc gia xã hội, hay Chủ nghĩa quốc xã (tiếng Đức: Nationalsozialismus, viết tắt là Nazismus) là hệ tư tưởng và những hành động của Đảng Công nhân Đức Quốc gia Xã hội chủ nghĩa dưới quyền Adolf Hitler, và những chính sách được chọn bởi Đức Quốc xã từ năm 1933 đến năm 1945. Trong thời kỳ trỗi dậy của Hitler ở Châu Âu, chủ nghĩa này còn có tên gọi là Hitlerism (tiếng Đức: Hitlerfaschismus) và nằm ở phần cực hữu trên phổ chính trị. Chủ nghĩa Quốc xã thường được xem là ví dụ điển hình của Chủ nghĩa toàn trị theo quan niệm hiện đại. Cụm từ Neo-Nazi hay Tân quốc xã thường được sử dụng để chỉ những cá nhân hay tập thể theo chủ nghĩa quốc xã hậu đệ nhị thế chiến.

## Tên gọi

Biểu tượng chữ Vạn nghiêng 45 độ thường được dùng làm đại diện cho chủ nghĩa Quốc xã.

Chủ nghĩa quốc gia xã hội là tên gọi lấy từ tên của Đảng Công nhân Đức Quốc gia Xã hội chủ nghĩa (Nationalsozialistische Deutsche Arbeiterpartei).
Sau khi NSDAP lên nắm quyền vào những năm 1930, việc sử dụng thuật ngữ "Quốc xã" hoặc các thuật ngữ như "Đức Quốc xã", "chế độ Quốc xã", v.v. đã được phổ biến bởi những người Đức lưu vong ở nước ngoài, nhưng không phải ở Đức. Từ đó, thuật ngữ này lan sang các ngôn ngữ khác và cuối cùng nó được đưa trở lại Đức sau Thế chiến II. Bản thân chính phủ Đức Quốc xã lại tránh sử dụng từ Quốc xã để nhắc đến chính nó vì mang lại hàm nghĩa tiêu cực.

## Lịch sử
Nhiều học giả cho rằng chủ nghĩa Quốc xã là một dạng của chủ nghĩa phát xít dù nó bao gồm các nhân tố của cả phe cánh hữu và cánh tả, những người Quốc xã chủ yếu liên minh với bên hữu. Trong lịch sử, những người Quốc xã là một trong những nhóm đã từng dùng thuật ngữ Quốc gia Xã hội để mô tả mình, và trong thập niên 20 của thế kỷ XX, họ đã trở thành nhóm lớn nhất trong số đó. Đảng Quốc xã đã trình bày chương trình của mình trong Chương trình Quốc gia Xã hội 25 điều vào năm 1920. Những nhân tố chủ yếu của chủ nghĩa Quốc xã gồm Chủ nghĩa bài Quốc hội, Chủ nghĩa toàn Đức, Chủ nghĩa phân biệt chủng tộc, Chủ nghĩa tập thể, Chủ nghĩa ưu sinh, Chủ nghĩa bài Do thái, Chủ nghĩa chống Cộng, Chủ nghĩa tập quyền và chống tự do kinh tế và tự do chính trị.
Khác với chủ nghĩa phát xít ở Ý, Hitler luôn bày tỏ quan tâm đến nông dân, và đất đai, với những chiêu thức dân túy, nhưng không ủng hộ cho chủ nghĩa quân bình, mà có hướng phân phối theo tài năng và đóng góp. Do đó mặc dù có ảnh hưởng trong tầng lớp dưới, nhưng hấp dẫn hơn với tầng lớp
trung lưu, và dù mang danh chủ nghĩa xã hội nhưng học thuyết này được xem là thuộc cánh hữu, nhất là nó pha trộn với chủ nghĩa dân tộc cực đoan.
Vào những năm 30 của thế kỷ XX, chủ nghĩa Quốc xã không chỉ đứng riêng mình nó, mà là một tổ hợp của nhiều hệ tư tưởng và triết lý có liên quan đến chủ nghĩa dân tộc, chủ nghĩa chống cộng, chủ nghĩa vị truyền thống, và sự quan trọng của một quốc gia thống nhất về huyết thống. Những nhóm như Chủ nghĩa Strasser và Mặt trận Đen từng là một phần của phong trào Quốc xã nguyên khởi. Động lực của họ được kích thích bởi sự bất mãn về Hiệp ước Versailles và những gì từng được coi là âm mưu của cộng sản Do thái muốn làm nhục nước Đức sau Chiến tranh thế giới thứ nhất. Những khó khăn sau chiến tranh của Đức đóng vai trò quan trọng trong quá trình hình thành của chủ nghĩa Quốc xã và những bất mãn của nó đối với Cộng hòa Weimar thời hậu chiến. Đảng Quốc xã lên nắm quyền ở Đức vào năm 1933.
Để đối phó với tình trạnh bất ổn định gây ra bởi Đại Khủng hoảng, những người quốc xã đã chọn xây dựng một nền kinh tế không phải tư bản cũng không phải cộng sản. Sự thống trị của chủ nghĩa Quốc xã kết thúc vào ngày bảy tháng Năm, năm 1945, sau khi nước Đức đầu hàng phe Đồng minh vô điều kiện, và bị đặt dưới quyền kiểm soát của họ cho đến khi có thể thành lập chính phủ dân chủ cho chính mình.

## Di sản
Ngày nay vẫn có một số tổ chức quốc xã mới ở một số nước châu Âu, nhưng không giống quốc xã trước đây. 